# Crawling Back to You
Crawling Back to You è un brano musicale dei Backstreet Boys, pubblicato negli Stati Uniti l'11 ottobre 2005 come terzo singolo del quinto album, Never Gone. La canzone fu pubblicata nell'ambito del progetto Music For Hurricane Relief in supporto delle famiglie colpite dall'uragano Katrina. Crawling Back to You fu rilasciata in formato download digitale e in versione CD promozionale, ed ha raggiunto la 30º posizione nella classifica statunitense Adult Contemporary di Billboard.

## Track listing
- Promotional CD single[2]

1. "Crawling Back to You" - 3:44

- Digital download[3]

1. "Crawling Back to You" - 3:44
2. "Weird World" - 4:11

## Classifiche

### Classifiche settimanali
| Classifica (2005)               | Posizione più alta |
| ------------------------------- | ------------------ |
| US Billboard Mainstream Top 40  | 31                 |
| US Billboard Adult Contemporary | 30                 |
| US Billboard Pop 100            | 51                 |